# Domingo Sosa
Domingo Sosa (Buenos Aires, 1788 – id., 1866) était un militaire argentin noir. Il participa à la guerre d’indépendance de l’Argentine ainsi qu’aux longues guerres intestines qui ravagèrent ce pays pendant une grande partie du XIXe siècle, et accéda au grade de colonel d’armée.

## Biographie
Né esclave, il ne bénéficia d’aucune formation, quoiqu’il réussît sur le tard à apprendre à lire et écrire.
En 1808, il fut enrôlé dans le régiment de Castas de sa ville natale. À partir de 1811, il prit part aux deux sièges de Montevideo, jusqu’à leur levée en 1814, combattant notamment dans la bataille de Cerrito, où la partie la plus dure de la lutte fut impartie aux bruns (« morenos ») du régiment du colonel Miguel Estanislao Soler. Il fut élevé au grade de lieutenant pour ses mérites de guerre. En avril 1813, il participa à une campagne sous le commandement de Domingo French, destinée à sécuriser la frontière du río Yaguarón devant les incursions des troupes portugaises s’infiltrant dans le Río de la Plata au départ du Brésil.
Au début de 1815, il fut versé dans l’armée du Nord, comme soldat de laquelle il eut à combattre dans la bataille de Sipe-Sipe de 1815. On le renvoya ensuite à Buenos Aires, où il fut nommé instructeur militaire de soldats noirs.
En 1817, il sollicita son congé, avec le grade de capitaine, mais, en plus d’essuyer un refus, fut au contraire désigné chef-surveillant de la prison – en réalité, du camp de concentration – de Las Bruscas, non loin de l’actuelle ville de Dolores, dans l’est de la province de Buenos Aires, et fut de toute façon aussi promu capitaine.
Il prit activement sa part dans les troubles de la dénommée anarchie de l’An XX (c'est-à-dire de 1920), sous les ordres de Soler, de Manuel Pagola et de Manuel Dorrego.
En 1822, par l’effet de la réforme militaire décidée par Rivadavia, il se vit signifier son congé, ce qui lui fut fort préjudiciable. Il devint valet et contremaître dans divers offices.
Il reprit du service en 1828, et à la fin de cette même année intégra les forces de Dorrego, mais on ignore s’il fut amené à combattre dans la bataille de Navarro. L’année suivante, il se fit recruter dans l’armée de Juan Manuel de Rosas, sous l’autorité de qui il combattit comme chef de bataillon d’infanterie lors de la bataille de Puente de Márquez ; son supérieur direct était alors le colonel Mariano Benito Rolón. En 1831, il s’engagea dans l’armée qui mena, sous les ordres de Juan Ramón Balcarce, la campagne contre la ligue de l’Intérieur.
En 1833, il défendit le gouverneur Balcarce contre la révolution des Restaurateurs, ce qui lui valut son congé à la fin de cette année, et sa mise à disponibilité en 1835. Dans les années qui suivirent, il remplit divers offices, et exerça à plusieurs reprises les fonctions d’officier de police à Buenos Aires.
Il fut cependant réincorporé dans l’armée en 1845 et placé à la tête d’un bataillon de noirs originaires de Buenos Aires et de ses environs. Promu au grade de colonel, il participa à la bataille de Caseros, au cours de laquelle il fut grièvement blessé. C’est par chance qu’il survécut, attendu que les médecins de l’armée victorieuse – quasiment tous les médecins de l’armée de Rosas avaient été assassinés – ne consentirent à soigner les blessés de couleur qu’après avoir d’abord prodigué leurs soins aux blancs.
Après avoir servi dans l’escorte du gouverneur Vicente López y Planes, il prêta son appui à la révolution du 11 septembre 1852, et fut élu député provincial en octobre. Il joua un rôle de premier plan dans la défense contre le siège mis devant Buenos Aires par les troupes fédérales de Hilario Lagos et fut élevé au grade de colonel le 1er mars 1853.
Il fut membre de la convention constituante provinciale de 1854, la plus haute charge politique auquel ait jamais accédé un homme noir en Argentine, et sut par ailleurs se faire réélire député provincial en 1856. En outre, il fut, avec Lorenzo Barcala et José María Morales, l’un des rares colonels noirs de l’histoire de ce pays.
Durant le reste de sa vie, il exerça comme commandant d’un régiment de milice composé de noirs. Chargé d’assurer la défense de la ville de Buenos Aires, il ne lui fut pas départi de combattre dans la bataille de Cepeda de 1859, ni dans celle de Pavón en 1861.
Il épousa en premières noces Pascuala de la Roza Contreras, décédée en 1851, et en secondes noces une femme plus âgée que lui, Petrona Mauriño, dont il devint veuf également, en 1859.